# Геологічна (станція метро)
56°49′38″ пн. ш. 60°36′12″ сх. д. / 56.82722° пн. ш. 60.60333° сх. д.
«Геологічна» (рос. Геологическая) — проміжна станція першої лінії Єкатеринбурзького метрополітену.
Відкрита 30 грудня 2002 у складі дільниці «Площа 1905 року» — «Геологічна».

## Технічна характеристика
Конструкція станції — односклепінна глибокого закладення (глибина закладення — 30 м).
Конструкція станції двоярусна: простір станції розділено з метою зменшення обсягу робіт. Верхній ярус займають службові приміщення, нижній — безпосередньо посадкова платформа.
Похилий хід має чотиристрічковий ескалатор, починається з південного торця станції.
У центрі знаходяться два сходових марші, що прямують вниз під платформу — це заділ під пересадку на перспективну станцію третьої лінії.

## Вестибюлі
Вихід у місто — на вулиці 8 Березня та Куйбишева, до цирку.

## Колійний розвиток
Станція з колійним розвитком — 2 стрілочних переводи й пошерсний з'їзд.

## Оздоблення
Тема архітектурного оздоблення станції — багатство уральських надр. На колійних стінах викладені панно, що зображують розріз земної кори. У вестибюлі станції встановлена пам'ятна дошка з перерахуванням прізвищ видатних геологів Уралу і турнікети нового зразка.

## Ресурси Інтернету
- «Геологічна» на metroworld.ruz.nett [Архівовано 4 червня 2013 у Wayback Machine.](рос.)
- Станція «Геологічна» на новій версії сайту «Світ метро» [Архівовано 5 травня 2014 у Wayback Machine.](рос.)
- «Геологічна» на ekbmetro.narod.ru [Архівовано 5 травня 2014 у Wayback Machine.](рос.)